# Dr. Birnfeld Sámuel Könyvtár
A Dr. Birnfeld Sámuel Könyvtár 2000-ben, a Szegedi Zsidó Hitközség kezdeményezésére jött létre. Névadója Dr. Birnfeld Sámuel (1906. december 6. – 1944. december 28.) tanár és műfordító volt, aki Szegeden született, és fiatalon mártírhalált halt.
A könyvtár állománya mintegy 3200 dokumentum, amely magában foglal autentikus zsidó irodalmat és szépirodalmat is. Megtalálhatók itt továbbá általános kézikönyvek, nyelvtanulást segítő dokumentumok, illetve hangkazetták, folyóiratok is.